# Stazione di Mozzecane
Stazione di Mozzecane vasútállomás Olaszországban, Veneto régióban, Mozzecane településen.

## Vasútvonalak
Az állomást az alábbi vasútvonalak érintik:
- Verona-Mantova-Modena-vasútvonal

## Kapcsolódó állomások
A vasútállomáshoz az alábbi állomások vannak a legközelebb: 
- Stazione di Villafranca di Verona
- Stazione di Roverbella